# Теодосий Мономах
Теодосий Мономах е висш византийски държавник, племенник на император Константин IX Мономах. Остава в историята с неуспешния си опит да узурпира императорския престол през 1056 г.
Теодосий Мономах е внук на стария Теодосий Мономах – висш бюрократ при управлението на императорите Василий II и Константин VIII и баща на император Константин IX Мономах. През 1056 г. младият Теодосий Мономах е председател на Сената, когато научава за избора на Михаил Стратиот за император след смъртта на императрица Зоя. Обявявайки се за законен наследник на престола въз основа на роднинските си връзки с император Константин Мономах, Теодосий въоръжава домашната си прислуга и с помощта на свои поддръжници успява да събере значителна тълпа, която повежда на походен марш по константинополските улици. За да увеличи своите сили, Теодосий дори освобождава и въоръжава затворници, надявайки се по този начин успешно да щурмува императорския дворец.
Когато новината за бунта достига до двореца, срещу бунтовниците е изпратена варяжката гвардия. При вида на въоръжените варяги тълпата зад Теодосий бързо се разбягала. Самият Теодосий и синът му опитали да намерят убежище в църквата Света София, но заварили вратите ѝ заклчени. Така двамата са заловени на стъпалата пред храма. За наказание Теодосий Мономах е заточен в Пергам. Докато го отвеждали, той бил освиркван от събрала се за случая тълпа, която декламирала обидни и подигравателни стихове за неуспешния му преврат и скандирала думите „Глупакът Мономах постигна това, което беше замислил“.